# 大兴街道 (雅安市)
大兴镇，是中华人民共和国四川省雅安市雨城区下辖的一个乡镇级行政单位。2019年12月，撤销大兴镇，设立大兴街道，以原大兴镇前进村、穆家村、顺路村、寨坪村、高家村、大堰村、龙溪村、天宝村所属行政区域为大兴街道的行政区域。原大兴镇周山村、万坪村、九龙村、简坝村、徐山村、范山村所属行政区域划归草坝镇管辖。

## 行政区划
大兴镇下辖以下地区：
高家村、天宝村、顺路村、穆家村、前进村、寨坪村、大埝村、龙溪村、范山村、徐山村、简坝村、万坪村、九龙村和周山村。